# حب جدوار
حب جدوار (به انگلیسی: Habb-e Jadwar) ترکیبی دارویی در پزشکی سنتی است که اثر ضد درد دارد.
حب جدوار از ریزوم گیاهی به نام زبان در قفا یا جدوار Delphinium Denudatum از سرده آلاله سانان تشکیل شده است.

## کاربرد
حب جدوار دارویی گیاهی و مسکن با اثرات تقویتی می‌باشد. داروی مسکن حب جدوار به خوبی قابل تحمل بوده و مانند آسپرین عوارض جانبی بسیاری ندارد و از آن‌جاکه برای خرید و مصرف داروی مسکن حب جدوار نیازی به نسخه پزشک نیست، این دارو به صورت آزاد در دسترس همگان است. این دارو معمولاً برای درمان تسکین انواع دردهای مزمن مانند دندان درد، گوش درد، کمر درد، سردرد میگرنی، وسایر دردهای استخوانی مفصلی و ترک اعتیاد به مواد مخدر نظیر (تریاک و ترامادول) استفاده می‌شود. داروی مسکن حب جدوار معمولاً در بیشتر نسخه‌های تجویز شده، برای درمان ترک اعتیاد به مواد مخدر، تسکین دردهای مزمن و ضعف جنسی به‌کار می‌رود؛ و نیز برای تسکین علائم آرتریت (التهاب مفصل)، حملات نقرس و آسیب‌های حین ورزش و به ویژه در دردهای ناشی از التهاب استفاده می‌شود.
سایر موارد مصرف داروی مسکن حب جدوار عبارتند از: افزایش انرژی، رفع خستگی، سم زدایی، دفع مواد زائد از بدن، تقویت عمومی، ضعف قوای جنسی، اختلالات نعوظ در آقایان، تقویت‌کننده چشم، نافع صرع، فلج، لقوه، رعشه، استرخاء، استسقاء، ضعف معده، گزیدگی و خفقان.

## تاریخچه
از گذشته تاکنون گیاه جدوار مورد توجه ویژه قدما و حکمای کشورهایی نظیر ایران، هند، پاکستان و یونان باستان بوده‌است و در کتاب‌های مفردات و قرابادین طب سنتی ایران، طب یونانی و طب آیروودیک پیرامون خواص آن مطالب زیادی آمده‌است. و در این منابع در شرح خواص گیاه جدوار چنین آمده‌است: گیاه جدوار گرم و خشک در اول سوم و حرارت آن لذاع و موضی نیست و به سبب مناسبت آن با حرارت غریزی و ارواح نفع عظیم دارد و لهذا تریاق انواع سموم حاره و بارده می‌باشد و در افعال و خواص آن آمده‌است مفرح، مقوی اعضای رئیسه (قلب، مغز، کبد)، پادزهر جمیع سموم، مفتح، ملطف، محلل، منضج، مسکن دردهای مزمن، مسمن بدن، مقوی باصره، دندان، مبهی و منعظ است.در کتاب قانون بوعلی سینا آمده‌است جدوار در خنثی کردن اثر سم تأثیر شگفت‌آوری دارد. در کتاب تحفة المومنین و قرابادین نسخه‌های ترکیبی زیادی برای گیاه جدوار با عناوین حب جدوار ذکر گردیده است.
در کتاب قرابادین کبیر، قانون ترک عادت افیون (اعتیاد به مواد مخدر) با جدوار را این‌گونه شرح داده است: تدریجاً هر روز بقدر دانه خشخاش یا بیشتر از قدر خوراک افیون کم نمایند و بقدر آن هر روز جدوار اضافه نمایند تا به مرور ایام به جدوار تنها قرار یابد و هر روز به قدر خوراک افیون جدوار صرفاً میل نمایند و باز به تدریج همان مقدار روز به روز از جدوار کم نمایند تا هیچ نماند و این قانون بهترین قوانین ترک افیون است و به آسانی می‌توان ترک نمود و موجب ضعف و سستی نمی‌گردد جهت آنکه جدوار به سبب تریاقیت و کیفیت حرارت جمیع قوت‌های بدنی و حرارت غریزی را قوت می‌دهد و از این رو موجب انبساط و نشاط می‌گردد.

## نحوه و مقدار مصرف
افراد بالاتر از ۱۲ سال:
- برای کنترل و تسکین درد روزانه ۱ الی ۱٫۵ گرم (بر حسب شدت درد)
- برای تقویت جنسی روزانه ۱ الی ۲ گرم همراه یک لیوان شیر گرم
- برای تقویت عمومی روزانه ۰٫۵ گرم
- جهت ترک اعتیاد بسته به میزان اعتیاد روزانه ۱٫۵ الی ۳٫۵ گرم باید مصرف شود.

در کودکان ۶ الی ۱۲ سال در صورت نیاز با پزشک مشورت شود.

## توصیه در هنگام مصرف
- در صورت احساس خشکی یا گرمی در بدن، دارو را با شیر یا آب میوه مصرف نمائید.
- با توجه به اثرات تقویتی و انرژی زایی این دارو ممکن است باعث بی خوابی شود لذا بهتر است با چند ساعت فاصله از خواب میل شود.
- درصورت مشاهده افزایش خون‌ریزی در دوران قاعدگی خانم‌ها و ادامه این عارضه، جهت ادامه مصرف با پزشک خود مشورت نمائید.

## هشدارها و عوارض جانبی
- در مصرف مقدار مجاز دارو تاکنون عارضه‌ای گزارش نشده‌است.

## موارد احتیاط
- در صورت احساس خشکی یا گرمی در بدن، دارو را با شیر یا آب میوه مصرف نمائید.
- با توجه به اثرات تقویتی و انرژی زایی این دارو ممکن است باعث بی خوابی شود لذا بهتر است با چند ساعت فاصله از خواب میل شود.
- خانم‌هایی که در دوران قاعدگی دچار خون ریزی شدید یا منواژی هستند، برای مصرف این دارو حتما با پزشک خود مشورت نمایند.
- مصرف حب جدوار در دوران بارداری و شیردهی توصیه نمی‌شود.
- استفاده همزمان از داروهای ضد کولینرژیک مانند ایپراتروپیوم، داروهای اعصاب (ایمی‌پرامین)، هیوسین و دی سیکلومین ممکن است عوارض آنتی‌کولینرژیک (یبوست، تاری دید، خشکی دهان، احتباس ادرار و...) را تشدید کند.
- افرادی که مبتلا به بیماری‌هایی چون فشار خون، نارسایی کبد و کلیه و مشکلات قلبی می‌باشند، پیش از مصرف حب جدوار لازم است حتما با پزشک و یا دکتر داروساز مشورت کنند.